# Championnat de Tunisie de football 2004-2005
Navigation
Saison précédente Saison suivante
La saison 2004-2005 du championnat de Tunisie de football est la 50e édition de la première division tunisienne à poule unique, la Ligue Professionnelle 1 (LP1). Les quatorze meilleurs clubs tunisiens jouent les uns contre les autres à deux reprises durant la saison, à domicile et à l'extérieur. En fin de saison, les deux derniers du classement sont relégués et remplacés par les deux meilleurs clubs de Ligue Professionnelle 2.
Le Club sportif sfaxien met fin au règne sportif de l'Espérance sportive de Tunis (EST), championne de Tunisie depuis sept saisons, en terminant en tête du classement, à égalité de points avec l'Étoile sportive du Sahel (mais une meilleure différence de buts) et avec deux points d'avance sur le Club africain. Il s'agit du septième titre de champion de l'histoire du Club sportif sfaxien. L'EST ne prend que la 4e place et perd également la possibilité de remporter un trophée cette saison en s'inclinant en finale de la coupe de Tunisie face à l'Espérance sportive de Zarzis, promu en LP1 cette saison.

## Clubs participants
- Club athlétique bizertin
- Club africain
- Espérance sportive de Tunis
- Étoile sportive du Sahel
- Étoile sportive de Béni Khalled
- Union sportive monastirienne
- Étoile olympique La Goulette Kram - Promu de LP2
- Club sportif de Hammam Lif
- Stade tunisien
- Club sportif sfaxien
- El Gawafel sportives de Gafsa - Promu de LP2
- Avenir sportif de La Marsa
- Olympique de Béja
- Espérance sportive de Zarzis

## Compétition

### Classement
Le barème de points servant à établir le classement se décompose ainsi :
- Victoire : 3 points
- Match nul : 1 point
- Défaite : 0 point

| Rang | Équipe                                | Pts | J  | G  | N  | P  | Bp | Bc | Diff |
| ---- | ------------------------------------- | --- | -- | -- | -- | -- | -- | -- | ---- |
| 1    | Club sportif sfaxien                  | 58  | 26 | 17 | 7  | 2  | 44 | 12 | +32  |
| 2    | Étoile sportive du Sahel              | 58  | 26 | 17 | 7  | 2  | 38 | 11 | +27  |
| 3    | Club africain                         | 56  | 26 | 16 | 8  | 2  | 46 | 16 | +30  |
| 4    | Espérance sportive de Tunis (T)       | 55  | 26 | 15 | 10 | 1  | 43 | 15 | +28  |
| 5    | Avenir sportif de La Marsa            | 33  | 26 | 10 | 3  | 13 | 21 | 22 | -1   |
| 6    | Étoile olympique La Goulette Kram (P) | 30  | 26 | 7  | 9  | 10 | 22 | 28 | -6   |
| 7    | Club athlétique bizertin              | 30  | 26 | 7  | 9  | 10 | 26 | 34 | -8   |
| 8    | Union sportive monastirienne          | 29  | 26 | 6  | 11 | 9  | 27 | 30 | -3   |
| 9    | El Gawafel sportives de Gafsa (P)     | 27  | 26 | 6  | 9  | 11 | 22 | 33 | -11  |
| 10   | Stade tunisien                        | 26  | 26 | 6  | 8  | 12 | 28 | 40 | -12  |
| 11   | Club sportif de Hammam Lif            | 25  | 26 | 6  | 7  | 13 | 19 | 31 | -12  |
| 12   | Espérance sportive de Zarzis (P) (C)  | 24  | 26 | 5  | 9  | 12 | 17 | 26 | -9   |
| 13   | Étoile sportive de Béni Khalled       | 20  | 26 | 4  | 8  | 14 | 14 | 45 | -31  |
| 14   | Olympique de Béja                     | 18  | 26 | 3  | 9  | 14 | 15 | 39 | -24  |

|  | Qualification pour la Ligue des champions 2006                                               |
|  | Qualification pour la coupe de la confédération 2006                                         |
|  | Relégation directe en Ligue Professionnelle 2                                                |
|  | (T) Tenant du titre (C) Vainqueur de la coupe de Tunisie (P) Club promu de deuxième division |

## Bilan de la saison
| Championnat de Tunisie de football 2004-2005             |                                 |
| Champion                                                 | Club sportif sfaxien (7e titre) |
| Coupes et trophées                                       |                                 |
| Vainqueur de la Coupe de Tunisie 2004-2005               | Espérance sportive de Zarzis    |
| Vainqueur de la coupe de la Ligue tunisienne de football | Étoile sportive du Sahel        |
| Qualifications continentales                             |                                 |
| Ligue des champions 2006                                 | Club sportif sfaxien            |
| Ligue des champions 2006                                 | Étoile sportive du Sahel        |
| Coupe de la confédération 2006                           | Espérance sportive de Zarzis    |
| Coupe de la confédération 2006                           | Espérance sportive de Tunis     |
| Promotions et relégations                                |                                 |
| Promus en Ligue Professionnelle 1                        | Jendouba Sports                 |
| Promus en Ligue Professionnelle 1                        | Jeunesse sportive kairouanaise  |
| Relégués en Ligue Professionnelle 2                      | Olympique de Béja               |
| Relégués en Ligue Professionnelle 2                      | Étoile sportive de Béni Khalled |